# Tadeusz Belina

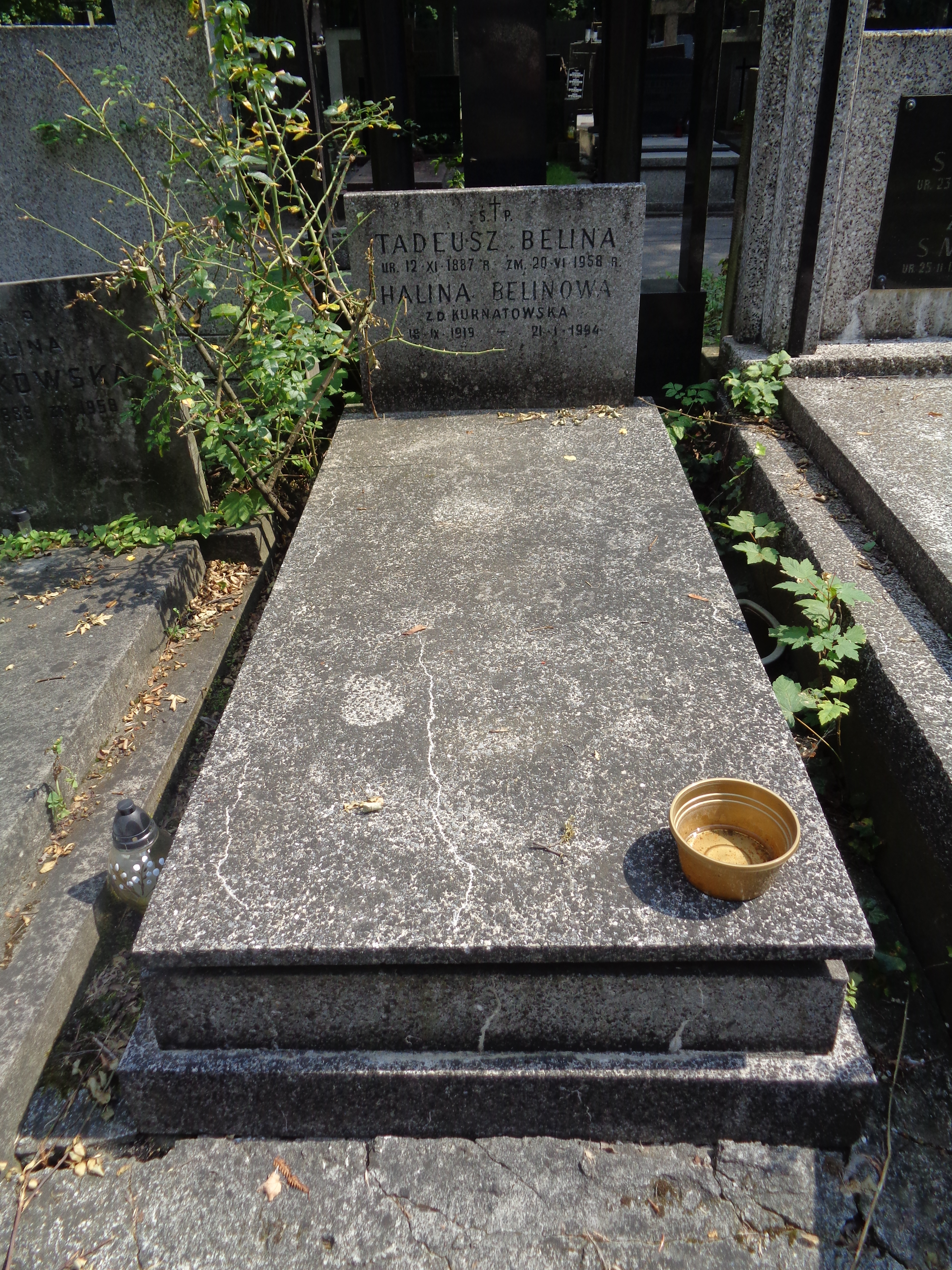
Grób Tadeusza Beliny na cmentarzu Powązkowskim

Tadeusz Belina (ur. 13 października 1886 w Strzelcach Wielkich, zm. 20 czerwca 1958 w Warszawie) – polski polityk, działacz samorządowy, poseł na Sejm I kadencji w II RP z ramienia Związku Ludowo-Narodowego.

## Życiorys
Urodził się 13 października 1886 w Strzelcach Wielkich, pow. radomszczańskim, w rodzinie Michała i Józefy z Wzdulskich. W 1905 ukończył Szkołę Handlową im. E. Rontalera w Warszawie a następnie studia rolnicze na UJ w Krakowie (1909, z wyróżnieniem). W czasie studiów członek zarządu organizacji studentów UJ „Zjednoczenie”, prezes Bratniej Pomocy Kółka Rolników. Po studiach osiadł w rodzinnym majątku Strzelce Wielkie, gdzie prowadził gospodarstwo nasienne, rybne i fabrykę mąki kartoflanej. Jako patron rejonowy tworzył kółka rolnicze i kasy pożyczkowo-oszczędnościowe. Wiceprezes Towarzystwa Rolniczego w Piotrkowie Trybunalskim i prezes dwóch straży ogniowych. W czasie I wojny światowej przewodniczący wydziału Sejmiku Powiatowego w Radomsku, członek Rady Krajowej Gospodarczej. W latach 1917–1921 pierwszy prezes Towarzystwa Rolniczego w Radomsku, od 1918 roku członek Rady Szkolnej Okręgowej i Komitetu Okręgowego Ziemskiego w Piotrkowie, członek zarządu Stowarzyszenia Rolniczo-Handlowego w Piotrkowie i Radomsku. Współpracownik wielu pism rolniczych. Poseł na Sejm I kadencji 1922–1927 z listy ZLN z okręgu wyborczego nr 17 (Częstochowa). W czasie wojny polsko-bolszewickiej 1920 ochotnik w WP (artyleria konna). W 1937 roku wiceprezes Biura Zleceń Syndykatów Rolniczych – Centrala Handlowa sp. z o.o. w Warszawie. We wrześniu 1939 roku jego majątek przeszedł pod zarząd niemiecki. W październiku 1940 roku został wywieziony wraz z rodziną do Łodzi, następnie do Generalnego Gubernatorstwa. Początkowo mieszkał w Sochaczewskiem, potem w Strzałkowie pod Radomskiem, gdzie był prezesem miejscowej Rady Głównej Opiekuńczej. W 1945 roku przez kilka miesięcy prowadził spółdzielnię produkcyjną w Dobrodzieniu pod Opolem (majątek rozparcelowano). Od końca 1945 roku mieszkał w Warszawie, pracował w Instytucie Hodowli i Aklimatyzacji Roślin (autor podręcznika hodowli nasion traw), następnie jako dokumentalista w Bibliotece Rolniczej w Warszawie.
Został pochowany na cmentarzu Powązkowskim w Warszawie (kwatera 153-2-11).

## Życie prywatne
W 1910 poślubił Anielę z Jałowieckich (ur. 1885; córka Bolesława, posła do I Dumy Państwowej Imperium Rosyjskiego), z którą miał pięcioro dzieci: syna Żelisława (zm. 1993) oraz cztery córki: Jadwigę, Zofię, Marię i Anielę.

## Ordery i odznaczenia
- Srebrny Krzyż Zasługi (15 września 1937)[5]